# میوسرا
میوسرا (به لاتین: Myussera) یک منطقهٔ مسکونی در گرجستان است که در ناحیه گوداوتا واقع شده‌است.